# فريثون (باد كاليه)
فريثون، باد كاليه (بالفرنسية: Fréthun)‏ هي بلدية تقع في إقليم باد كاليه من منطقة نور با دو كاليه في شمال فرنسا. تبلغ مساحة هذه المدينة 7.92 (كم²)، وترتفع عن سطح البحر 11 م، يبلغ عدد سكانها 1091 نسمة حسب إحصاء المعهد الوطني للإحصاء والدراسات الاقتصادية سنة 2009 م. وترأس Catherine Fournier البلدية خلال فترة (2008-2014).